# Retki
Retki [pronunciación en polaco: /ˈrɛtki/] es un pueblo en el distrito administrativo de Gmina Zduny, dentro del condado de Łowicz, Voivodato de Łódź, en el centro de Polonia. Se encuentra a unos 3 kilómetros al noreste de Zduny, a 11 kilómetros al noroeste de Łowicz, y a 50 kilómetros al noreste de la capital regional Łódź. Se encuentra dentro de la región histórica de Mazovia.

## Historia
Retki era un pueblo eclesiástico privado dentro del Reino de Polonia, ubicado administrativamente en el Voivodato de Rawa en la Provincia de Gran Polonia, propiedad de la Arquidiócesis de Gniezno.
Durante la invasión de Polonia, que inició la Segunda Guerra Mundial, el 16 de septiembre de 1939, los alemanes asesinaron a 22 polacos en Retki, incluidos nueve agricultores de Retki y 13 refugiados de la cercana ciudad de Zgierz (véase también crímenes nazis contra la nación polaca).